# Theridion bidepressum
Theridion bidepressum är en spindelart som beskrevs av Yin, Peng och Zhang 2005. Theridion bidepressum ingår i släktet Theridion och familjen klotspindlar. Inga underarter finns listade i Catalogue of Life.